# シャゼリア☆キッス☆ダダンダーン
- ラブライブ! > ラブライブ!サンシャイン!! > Aqours > シャゼリア☆キッス☆ダダンダーン

「シャゼリア☆キッス☆ダダンダーン」（CYaZALEA☆Kiss☆DADANDAAAN）は、Aqoursがシャゼリア☆キッス名義リリースした楽曲。2020年5月8日に公式通販サイトにて限定販売された。
本項では本楽曲が主題歌として起用されたエイプリルフール特別映像『シャゼリア☆キッス』についても記述する。

## 概要
前作「KOKORO Magic “A to Z”」から約7か月ぶりのリリース。通販サイト限定でのリリースは初の試みとなる。
表題曲「シャゼリア☆キッス☆ダダンダーン」は、2020年4月1日にエイプリルフール企画として公開された特別映像『シャゼリア☆キッス』のテーマソング。コラボイラストは島本和彦によって描き下ろされ、ジャケットイラストにもそのまま使われている。
CDは、『LOVELIVE！SUNSHINE!! UNIT LIVE ADVENTURE 2020 追加公演 ～PERFECT WORLD～』の公式通販サイトで、『「シャゼリア☆キッス」奇跡の！？CDセット』としてオリジナルマフラータオル付で発売された。
10月に開催されたオンラインライブ『Aqours ONLINE LoveLive! ～LOST WORLD～』ではこの楽曲がメインテーマとなり、この楽曲にちなんだ次回予告の演出が盛り込まれた。

## 収録曲
1. シャゼリア☆キッス☆ダダンダーン
  - 作詞：畑亜貴　作曲・編曲：河田貴央
  - 2020年エイプリルフール特別映像『シャゼリア☆キッス』主題歌
2. シャゼリア☆キッス☆ダダンダーン（Off Vocal）

## シャゼリア☆キッス
2020年4月1日に公開された特別映像。毎年企画されているエイプリルフール企画の2020年バージョンとして製作された。新番組『シャゼリア☆キッス』のプロモーションビデオという体裁で、主題歌「シャゼリア☆キッス☆ダダンダーン」のオープニング映像が織り交ぜられた内容となっている。当初は4月5日までの限定公開の予定だったが、上記のCD発売を受けて恒常的に公開されることとなった。

### キャスト
- シャゼキス☆みかん（声：伊波杏樹）
- シャゼキス☆桜（声：逢田梨香子）
- シャゼキス☆エメラルド（声：諏訪ななか）
- シャゼキス☆レッド（声：小宮有紗）
- シャゼキス☆ライトブルー（声：斉藤朱夏）
- シャゼキス☆ブラック（声：小林愛香）
- シャゼキス☆イエロー（声：高槻かなこ）
- シャゼキス☆ヴァイオレット（声：鈴木愛奈）
- シャゼキス☆ピンク（声：降幡愛）

### 各話リスト
| 話数  | サブタイトル               | 初放送日      |
| ----- | -------------------------- | ------------- |
| 第1話 | 爆誕!!シャゼリア☆キッス!!! | 2020年 4月1日 |

### スタッフ
- キャラクターデザイン：島本和彦（特別協力）
- ナレーション：千葉繁（特別協力）